# Natuurpark Moncayo

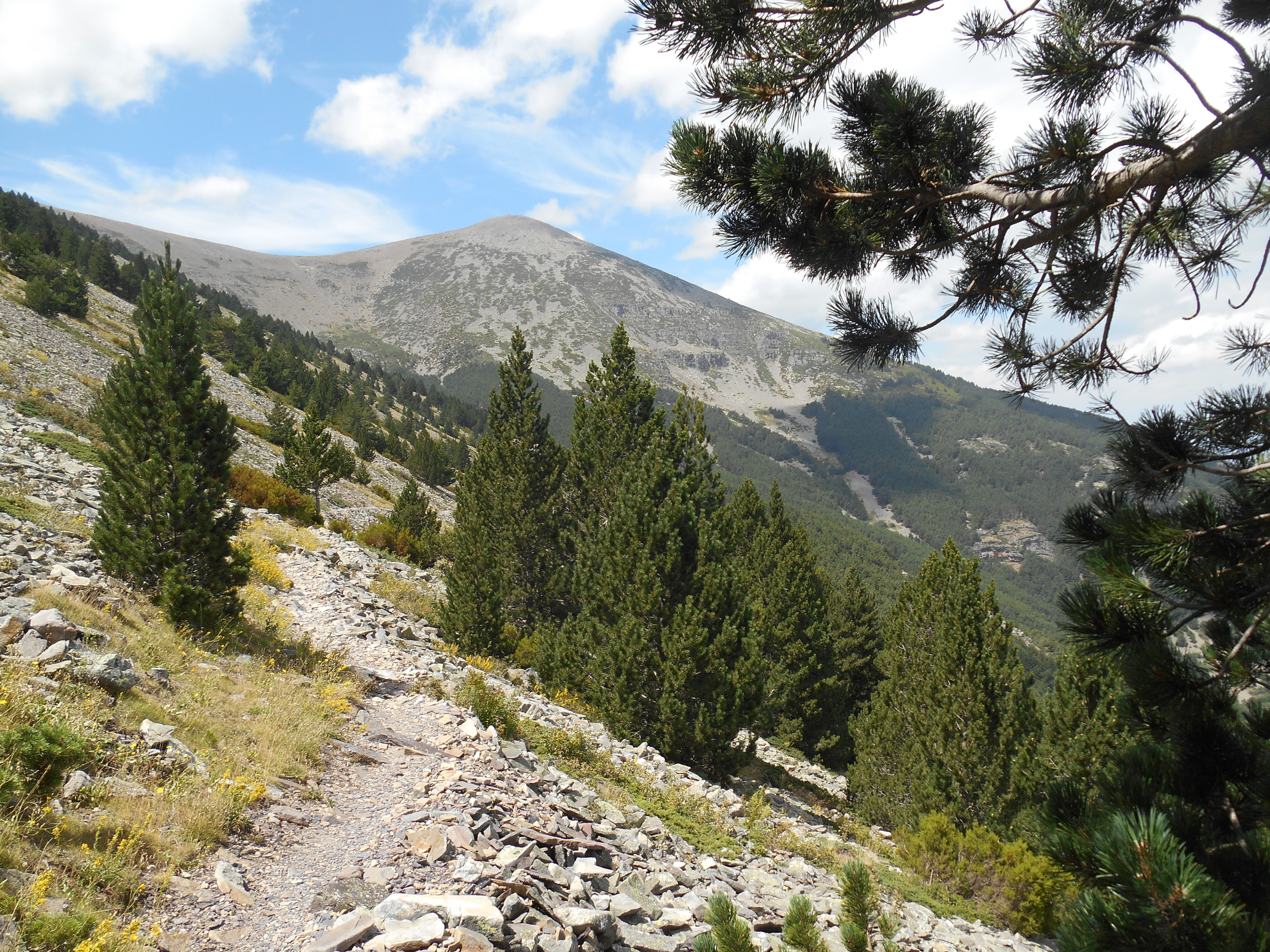

Het Natuurpark Moncayo (Spaans: Parque natural del Moncayo) is een natuurpark in Aragón in Spanje. Het natuurpark werd opgericht in 1978 en is 11144 hectare groot. Het natuurpark omvat de Moncayo, de hoogste top van het Iberisch Randgebergte (2314 meter). In het park komt ree, everzwijn, steenarend, vale gier voor.